# Josep Gaya i Busquets
Josep Gaya i Busquets (Reus, 1879 - París, 1948) va ser un pedagog català germà del musicòleg Joan Gaya i Busquets.
Va dedicar-se a l'ensenyament d'idiomes a França, especialment el castellà. Va viatjar a París el 1900 per a assistir a l'Exposició Universal, i el 1902 decidí traslladar-se a la capital francesa. Donà classes de castellà en una escola d'idiomes, on també exercia de professor el reusenc Antoni Fabra i Ribas. El 1905 va ser nomenat secretari del Centre Català de París. A finals de 1907 tornà a Barcelona on va obrir una acadèmia de llengües, però al cap d'un any tornà a París per fundar l'"Academia Gaya", que va obtenir immediatament un gran prestigi. S'hi ensenyava, a més de castellà, l'alemany, el rus, el portuguès i l'anglès. Subvencionada l'acadèmia per l'estat espanyol per a promoure la cultura d'Espanya a França, Josep Gaya actuva com a ambaixador cultural i turístic, donant informació de França als forasters i promocionant Catalunya i Aragó a l'estat francès. El govern francès el guardonà amb les Palmes Acadèmiques. Va ser també professor de castellà a l'Ecole commerciale de France i donava classes gratuïtes a l'Union française de la jeunesse i a la Union de colonies etrangères.
Va escriure diverses gramàtiques i llibres d'ensenyament d'idiomes i el 1918 publicà El Idioma español lengua auxiliar internacional, ampliació d'una conferència donada a París aquell any. Col·laborà amb articles des de Barcelona i després des de París al Butlletí de la Lliga Catalanista de Reus, al Diari de Reus i a la revista reusenca estudiantil Aules.